# 朵甘宣慰司
朵甘思宣慰司，又称朵甘宣慰司，是明朝藏区土司机构名称，在今四川。
明太祖洪武七年（1374年）十二月设置，治所在今四川省甘孜藏族自治州境内。命星吉监藏为宣慰使。洪武十八年（1385年）正月，定品第三品。明代宗景泰三年（1452年），明朝从赞善王所请，赐宣慰使绰吉札巴（绰思吉札思巴）银印。明英宗天顺二年（1458年），从子银敦札叭袭封。天顺七年（1463年）九月，赐给他诰命。明武宗正德四年（1509年）十二月，朵甘思宣慰使司遣使来朝，称宣慰副使答儿麻坚灿孙锁南叫袭祖职。后来的历任宣慰使，都遣使来朝，进贡马匹及方物，获得回赐非常丰富。官员依例袭替。